# 옹진 백령도 남포리 콩돌해안
옹진 백령도 남포리 콩돌해안(甕津 白翎島 南浦里 콩돌海岸)은 인천광역시 옹진군 백령면 남포리에 있는 지질지형이다. 1997년 12월 30일 대한민국의 천연기념물 제392호로 지정되었다.

## 개요
백령도 남포리의 콩돌해안은 남포리의 오금포 남쪽 해안을 따라 형성되어 있으며, 해안의 길이는 800m, 폭은 30m이다.
콩돌해안의 둥근 자갈들은 백령도 지질의 대부분을 차지하는 규암이 부서져 해안 파도에 의하여 닳기를 거듭해 콩과 같이 작은 모양으로 만들어진 잔자갈들로 콩돌이라고 한다. 콩돌의 색깔은 흰색·회색·갈색·적갈색·청회색 등 형형색색을 이루어 해안 경관을 아름답게 하고 있다.
백령도 남포리의 콩돌해안은 백령도의 지형과 지질의 특색이 잘 나타나는 곳이다.

## 같이 보기
- 인천광역시의 지질
- 백령층군
- 백령도

## 참고 도서
- 문화재청, 《문화재이야기여행 천연기념물 100선 보관됨 2016-08-28 - 웨이백 머신》, pp60~63, 2016-03-31

## 참고 자료
- 옹진 백령도 남포리 콩돌해안 - 국가유산청 국가유산포털